# Bagadó
Bagadó là một khu tự quản thuộc tỉnh Chocó, Colombia. Thủ phủ của khu tự quản Bagadó đóng tại Bagadó Khu tự quản Bagadó có diện tích 777 ki lô mét vuông. Đến thời điểm ngày 28 tháng 5 năm 2005, khu tự quản Bagadó có dân số 13596 người.